# Devonshire Cougars
Maillots
Les Devonshire Cougars est un club bermudien de football basé dans le Devonshire. C'est l'un des clubs les plus performants du pays depuis le début du XXIe siècle, puisqu'il a remporté tous ses titres (quatre championnats et trois Coupes) entre 2005 et 2013. Il a d'ailleurs réalisé le doublé Coupe-championnat en 2013.

## Palmarès
- Championnat des Bermudes (4)
  - Champion : 2005, 2007, 2009 et 2013

- Coupe des Bermudes (3)
  - Vainqueur : 2010, 2011 et 2013
  - Finaliste : 1979, 1995 et 2004